# Dicranota (Dicranota) mannheimsi
Dicranota (Dicranota) mannheimsi is een tweevleugelige uit de familie Pediciidae. De soort komt voor in het Palearctisch gebied.